# Gens Nèvia
La gens Nèvia (en llatí Naevia gens) va ser una gens romana d'origen plebeu que apareix a la història a l'inici de la Segona Guerra Púnica quan un dels seus membres, Quint Nevi Mató (Quintus Naevius Matho) va ser pretor.
Durant la república, cap membre de la família va arribar al consolat, però a l'imperi, l'any 30, Luci Nevi Surdí va ser cònsol.
Els seus cognomens van ser Balb, Mató, Crista, Pol·lió, Capel·la, Surdí i Turpió.

## ersonatges destacats
- Quint Nevi (centurió), centurió romà,
- Quint Nevi Crista, prefecte dels aliats romans,
- Quint Nevi (triumvir), triumvir,
- Marc Nevi tribú de la plebs l'any 184 aC,
- Luci Nevi Balb, magistrat el 171 aC
- Nevi Pol·lió, gegant romà,
- Gneu Nevi, poeta romà.